# Dune (romanzo)
Dune è un romanzo fantascientifico del 1965 di Frank Herbert. Vincitore del premio Nebula e del premio Hugo, i massimi riconoscimenti della narrativa fantascientifica, è il primo dei sei romanzi che formano la parte centrale e originaria del ciclo di Dune. A questi si sono aggiunte, dopo la scomparsa dell'autore, altre serie ambientate nell'universo di Dune, scritte dal figlio Brian Herbert.
Originariamente pubblicato in due parti tra il 1963 e il 1965 sulla rivista Analog (ex Astounding Magazine), rispettivamente con i titoli di Dune World e The Prophet of Dune, quindi apparso per la prima volta in volume nello stesso anno 1965 col suo titolo definitivo, il romanzo di Herbert è la storia della sfida a sfondo ecologico tra la dinastia Atreides e quella Harkonnen per il controllo di Arrakis, un pianeta deserto, unico luogo di produzione, raccolta e raffinazione del Melange (o Spezia), una preziosissima sostanza fondamentale per la struttura della società galattica per motivi che vengono descritti nel romanzo stesso e approfonditi nei libri successivi.
Dune è il romanzo che detiene il record di vendite nell'ambito del genere fantascientifico, con 12 milioni di copie.
Dune, e in generale l'intera serie di Herbert, hanno influenzato profondamente l'immaginario fantascientifico, a partire da Guerre stellari. Per molti anni si è ipotizzata una produzione cinematografica per Dune (vedi Jodorowsky a metà degli anni '70), fino a che, con l'ingresso sempre più importante degli effetti speciali nel cinema statunitense, nel 1984 è stato infine prodotto un kolossal, Dune, diretto da David Lynch, che ha cercato di condensare in 137 minuti l'intera vicenda del primo romanzo. A seguito del film è stata prodotta una serie di videogiochi, mentre nel 2000 è stata realizzata una miniserie televisiva, Dune - Il destino dell'universo, che si proponeva di mantenersi più aderente ai dettagli del romanzo rispetto al film, e che ha avuto un seguito nel 2002. Nel 2021 e nel 2024 il regista Denis Villeneuve ha diretto Dune e Dune - Parte due, basati rispettivamente sulla prima e seconda metà del romanzo.

## Trama
Il duca Leto Atreides è un uomo di grande carisma che incarna i migliori ideali dell'omonima casa Atreides, ossia giustizia e fedeltà ai propri subordinati. Grazie a queste qualità, il duca riscuote grande popolarità fra le altre case nobiliari che formano il Landsraad, il consiglio che affianca l'imperatore nel governo. Inoltre, il duca, con l'aiuto dei suoi abili aiutanti Duncan Idaho, Gurney Halleck e il mentat Thufir Hawat, ha addestrato una forza combattente capace di competere in abilità con i temuti Sardaukar imperiali, per quanto numericamente molto più piccola.
Per queste ragioni, l'imperatore Shaddam IV, della casa Corrino, comincia a considerare il duca una minaccia al suo trono e decide che la casa Atreides deve essere distrutta. Non potendo ricorrere ad un attacco diretto, che scatenerebbe una rivolta di tutte le altre case, Shaddam decide di sfruttare una faida secolare fra gli Atreides e gli Harkonnen come copertura, con l'assistenza dell'astuto e crudele barone Vladimir Harkonnen, capo dell'omonima casa.
Lo scenario per la trappola è fornito dal pianeta Arrakis, detto Dune (da qui il titolo del libro). Arrakis è un pianeta ostile coperto da un unico immenso deserto, con una scarsa popolazione nativa, i Fremen, degli umani costretti a vivere di stenti aiutati solo dalle loro tute distillanti risparmiando ogni goccia d'acqua nei pochi rifugi protetti (i sietch). La superficie, priva di significativi rilievi e di mari, è frequentemente spazzata dalle tempeste di Coriolis, micidiali uragani con venti anche di ottocento chilometri orari saturi di sabbia abrasiva. Nel deserto, inoltre, scorrazzano i vermi delle sabbie, gigantesche creature lunghe centinaia di metri, invulnerabili a quasi ogni arma umana e dotati di migliaia di denti cristallini capaci di ridurre in briciole qualsiasi materiale. Si vocifera, inoltre, che vi siano anche esemplari lunghi chilometri, tra cui persino il cosiddetto Verme Imperatore.
Nonostante la sua inospitalità, Arrakis è il pianeta più importante della galassia in quanto è l'unica fonte della più preziosa merce dell'impero: la spezia (alias Melange), una sostanza psichedelica cristallina capace di donare la facoltà di prevedere il futuro, oltre a dischiudere le potenzialità latenti della mente umana e allungare la vita. In particolare, la spezia è essenziale per permettere ai navigatori della Gilda spaziale il pilotaggio delle grandi astronavi che assicurano il commercio e la comunicazione fra i mondi dell'impero delle quali la Gilda stessa detiene il monopolio, motivo per cui sulla spezia si basa tutta l'economia della galassia. La sostanza è altresì necessaria ai mentat (computer umani, unica forma di calcolatori permessi dopo il Jihad Butleriano) e alla sorellanza delle Bene Gesserit, per potenziarne rispettivamente i poteri psichici e le capacità di prescienza. Per queste ragioni, vista l'importanza del pianeta, Arrakis non appartiene a nessuna casa nobiliare, neppure a quella imperiale, e viene invece assegnato in gestione a una delle Case Maggiori dall'imperatore, secondo criteri che riflettono i complessi equilibri di potere dell'universo di Dune e che coinvolgono anche altre potenti organizzazioni, come le stesse Bene Gesserit. La gestione di Arrakis rappresenta quindi una grande responsabilità per un casato, che deve garantire ad ogni costo una costante produzione di spezia, ma è anche l'opportunità per accumulare immense ricchezze.
Il libro è diviso in tre parti, e al termine della storia contiene sei appendici (Ecologia di Dune, La religione di Dune, Relazione sui motivi e propositi delle Bene Gesserit, Almanacco Al-Ashraf, Terminologia dell'Impero, Carta di Dune), volte a meglio spiegare il contesto e gli antefatti della vicenda.

### Prima parte - Il pianeta delle dune
Da molti anni, Arrakis è affidato al controllo degli Harkonnen, capitanati dal barone Vladimir, che governano la popolazione con pugno di ferro, sfruttandola al limite della schiavitù. L'imperatore Shaddam, in complicità con lo stesso barone Vladimir, annuncia il passaggio della gestione alla famiglia Atreides, che deve quindi trasferirsi in massa dal pianeta natale Caladan. La decisione ha una motivazione militare (ovvero allontanare gli Atreides dalla loro base di potere e costringerli a combattere su un terreno estraneo) ed un duplice scopo politico (ossia preparare la giustificazione per il successivo attacco Harkonnen e sviare i sospetti dall'imperatore). Pur consapevole della trappola che si sta organizzando contro di lui, Leto decide di obbedire onde non inimicarsi l'intero Landsraad (l'assemblea di tutti i nobili dell'impero) e pensando di aver tempo per riuscire a predisporre le difese necessarie, sperando pure di poter portare dalla propria parte i nativi Fremen del pianeta, un popolo duro e temprato dalle avversità del pianeta, perfettamente adattato alla vita nel deserto e diffidente verso gli estranei ai quali si mescolano raramente. A causa della loro esistenza segregata, le genti provenienti da altri mondi considerano i Fremen un popolo primitivo, soprattutto gli Harkonnen, che li hanno sempre trattati come animali da cacciare fino allo sterminio, cosa questa che ha generato nei Fremen un profondo odio nei loro confronti. Al contrario, il duca Leto e i suoi collaboratori sono al corrente di come i Fremen possiedano invece una cultura sofisticata e una tecnologia avanzata, esemplificata dalle famose tute distillanti che permettono agli umani di sopravvivere nel deserto per giorni senz'altra acqua che quella contenuta nel proprio corpo. Essi, inoltre, sono stati i primi a notare l'analogia fra l'asprezza delle condizioni ambientali di Arrakis e quelle di Salusa Secundus, il pianeta prigione dell'imperatore dove vengono addestrati i terribili guerrieri Sardaukar, la sua guardia personale, reputati a ragione i migliori soldati della galassia. Tale analogia ha fatto sorgere in Leto l'idea che i Fremen potrebbero essere trasformati in una forza militare capace di rivaleggiare e persino superare le imbattibili truppe scelte dell'imperatore. Confidando in questa opportunità, il duca si trasferisce su Arrakis col suo popolo, i suoi collaboratori e la sua famiglia, composta dalla concubina Lady Jessica e dal loro figlio Paul.
A complicare ulteriormente la trama degli intrighi politici si aggiungono le particolari circostanze riguardanti la nascita del ragazzo che introducono nello scenario un ulteriore soggetto segretamente interessato alle vicende: Lady Jessica appartiene infatti alla sorellanza delle Bene Gesserit, un ordine millenario composto (per motivi fisiologici) da sole donne, il cui scopo ufficiale è lo sviluppo del pieno potenziale della mente umana attraverso un rigido addestramento, che conferisce alle sue adepte straordinarie capacità di osservazione, ragionamento, memoria e manipolazione della mente. Inoltre, mediante la "Voce" (una particolare tonalità e cadenza dei suoni emessi), le sorelle Bene Gesserit possono controllare e manipolare la mente altrui; attraverso la psicologia possono controllare le proprie funzioni biologiche e perfino, nel caso delle Reverende Madri, avere accesso completo alle memorie genetiche di tutte le proprie antenate femmine. L'ordine del Bene Gesserit si è dato il compito di conservare determinate "linee genetiche" tramite gli accoppiamenti (anche ai limiti degli incesti) al fine di selezionare determinati individui scelti geneticamente ad esclusivi scopi di eugenetica; il fine ultimo dell'ordine (motivo per cui gli accoppiamenti programmati, con le successive nascite, sono stati tenuti segreti per secoli), è di ottenere lo "Kwisatz Haderach", un individuo di sesso maschile che però avrà più potere di una Reverenda Madre e avrà accesso a tutte le memorie dei suoi antenati (non solo femminili, ma anche maschili). Per queste ragioni, alle scuole Bene Gesserit vengono affidate le figlie della più alta società imperiale, e le adepte stesse sono spesso scelte come compagne dalla nobiltà. Al programma di accoppiamenti partecipano le stesse adepte Bene Gesserit, e in special modo quelle che sono entrate a far parte delle Case Maggiori. Lady Jessica (che scoprirà di essere figlia naturale del barone Vladimir Harkonnen, notoriamente omosessuale) faceva parte di un passo cruciale di tale programma in quanto avrebbe dovuto dare al duca Leto una figlia femmina. In seguito la ragazza avrebbe dato la sua mano a Feyd-Rautha Harkonnen, erede del barone Vladimir, ponendo fine alla faida prima che essa distruggesse una o entrambe le famiglie, il che farebbe perdere alla sorellanza due preziose linee genetiche. Jessica però disobbedì agli ordini per amore del duca, che desiderava un erede, e, data la capacità di controllo delle sue funzioni biologiche, concepì un figlio maschio, Paul. Questi è la figura centrale dell'opera, un adolescente di grandi capacità, addestrato dalla madre nelle tecniche Bene Gesserit e dagli uomini di suo padre, tra cui Gurney Halleck e Duncan Idaho, nelle più sofisticate tecniche militari.
Giunti su Arrakis, gli Atreides si trovano di fronte al difficile compito di assumere il controllo del pianeta e rimettere in moto la produzione di spezia, tentando nel contempo di riorganizzare le proprie forze in vista dell'attacco che sanno inevitabile. Essenziale a questo scopo è guadagnare il più presto possibile la fiducia e l'aiuto dei Fremen, cosa che il duca inizia ad ottenere grazie al suo carisma e alle sue qualità umane. Ad aiutarli nella transizione c'è Liet-Kynes, planetologo imperiale e "Arbitro del Cambio", titolo di colui che, in rappresentanza dell'imperatore, verifica che il passaggio di consegne fra due Case Maggiori avvenga secondo le regole. Viene fuori che Kynes è un capo Fremen, e, mentre collabora con gli Atreides, cerca di valutare se i nuovi padroni possano rappresentare un'opportunità oppure una minaccia per il suo popolo. Qui si apre una nuova parentesi: secoli prima, la Missionaria Protectiva, un'agenzia segreta del Bene Gesserit volta a creare mitologie e misteri fra le popolazioni della galassia, ha diffuso su Arrakis il mito della prossima venuta del salvatore che li avrebbe liberati dagli Harkonnen, chiamato Muad'dib (nome che in lingua Fremen vuol dire "topo del deserto", anche soprannominato Mahadi). La popolazione Fremen si accorgerà ben presto che Paul potrebbe essere il tanto atteso salvatore, in quanto moltissime delle sue azioni e delle cose che dice si rispecchiano nelle leggende che da secoli essi si tramandano (secondo le profezie, infatti, il Mahadi, "Colui che ci guiderà al paradiso", sarebbe giunto da un altro mondo, e sarebbe stato figlio di una Bene Gesserit). Non passerà quindi molto tempo perché i Fremen si riferiranno a Paul definendolo il Lisan Al-Gaib, "La voce dal mondo esterno", altro nome per il loro messia.
Sfortunatamente, mentre Leto e i suoi sono impegnati alla scoperta dei tanti misteri e peculiarità di Dune, l'attacco Harkonnen giunge prima del previsto e, oltre a essere ben organizzato, si rivela assai più massiccio di qualsiasi stima, con ben dieci legioni di soldati Harkonnen alle quali si mescolano, travestiti, parecchi Sardaukar. Il piano del barone Vladimir comprende inoltre un fattore che gli Atreides non sono stati capaci di anticipare, ossia la presenza fra di loro di un traditore: trattasi del dottor Yueh, il medico personale del duca, un uomo insospettabile in quanto soggetto al "condizionamento imperiale" Suk, una forma di condizionamento mentale che impedisce al soggetto di arrecare qualsiasi danno ad un altro essere umano e reputato irreversibile e infrangibile, tanto che i medici Suk sono autorizzati a curare persino l'imperatore. Eppure, gli Harkonnen riescono nell'impresa di piegare Yueh al loro volere sfruttando come arma di ricatto sua moglie, da loro catturata anni prima (e, in verità, uccisa senza che il medico ne sapesse niente), e la fama delle terribili atrocità cui essi sottopongono i loro prigionieri. Al momento dell'attacco, Yueh disattiva lo scudo energetico che protegge il palazzo e narcotizza il duca Leto, Paul e Jessica. Privi di guida e di difesa, le truppe Atreides vengono decimate e gli Harkonnen riprendono il controllo del pianeta. Il duca e la sua famiglia vengono catturati, così come Thufir Hawat. Gurney Halleck riesce a fuggire con un piccolo gruppo di soldati e trova rifugio presso i contrabbandieri di spezia che da sempre vivono ai margini della società di Dune (e che il duca Leto aveva deciso di lasciare in pace per usarli come via di fuga proprio in previsione di una situazione del genere), mentre Duncan Idaho, al momento dell'attacco, si trova invece presso una comunità Fremen, avendo guadagnato il rispetto del suo capo, ed è impegnato a convincere questo popolo a schierarsi apertamente con gli Atreides. Vittorioso, il barone Harkonnen "ricompensa" Yueh rivelandogli di avere ucciso la moglie già da tempo e facendolo uccidere dal suo consigliere Piter de Vries, un mentat deviato particolarmente sadico e vero autore del piano per la distruzione degli Atreides. Yueh aveva però a sua volta preparato una trappola per il barone: dopo aver neutralizzato Leto con un farmaco paralizzante, aveva impiantato in un suo dente una capsula di gas velenoso. Quando il barone, ucciso Yueh, si avvicina a Leto per rinfacciargli la sua vittoria, questi rompe la capsula liberando il gas, ma sbaglia i tempi e nel suo sacrificio riesce ad uccidere soltanto Piter de Vries ed alcuni soldati, mentre il Barone si salva.
Quanto a Paul e Jessica, il barone medita di ucciderli per eliminare una volta per tutte i rivali Atreides, ma ciò andrebbe contro i desideri dell'imperatore, che non ha mai desiderato l'estinzione della famiglia (l'imperatore è lontanamente imparentato con la famiglia Atreides), ma soltanto il ridimensionamento del loro potere. Visto l'uso diffuso nell'impero di veridiche (adepte Bene Gesserit particolarmente addestrate nell'arte di percepire se una persona stia mentendo), il barone ha bisogno di poter affermare di fronte all'imperatore con assoluta sincerità di non essere stato responsabile (almeno direttamente) delle loro morti, perciò ordina che vengano portati nel deserto e lasciati a morire. Paul e Jessica riescono tuttavia ad uccidere le loro guardie e a fuggire, e sull'ornitottero che li ha portati nel deserto trovano un pacco lasciato per loro da Yueh, contenente un kit di sopravvivenza Fremen completo di tute distillanti, acqua, vari strumenti, una lettera di spiegazioni e l'anello ducale, che il dottore aveva messo in salvo per Paul. Sempre grazie ai preparativi di Yueh, i due vengono poi ritrovati da Duncan Idaho, che li nasconde in una base Fremen (sietch) dove vengono accolti da Liet Kynes.

### Seconda parte - Muad'dib
Alla base, Paul e Jessica scoprono ben presto il più grande segreto del popolo: da anni, i Fremen sono impegnati in un processo di profonda trasformazione ecologica del loro pianeta, con l'obiettivo di rendere l'ambiente più accogliente per gli umani. Tale progetto è stato ispirato dal precedente planetologo imperiale, padre di Liet, e comporta un lento e laborioso processo fatto di piccoli interventi, come il consolidamento delle dune con vegetazione e la raccolta dell'umidità atmosferica mediante condensatori. Il lavoro coinvolge l'intera popolazione Fremen ed è destinato a durare alcuni secoli, ma essi sono un popolo paziente. Paul propone a Liet un'alleanza con gli Atreides, di cui il ragazzo è ora il duca, promettendo di aiutarli nella loro impresa accelerando il processo. Durante la discussione, però, la base viene scoperta da forze Harkonnen alla ricerca dei fuggitivi: grazie al sacrificio di Duncan e Liet, Paul e Jessica riescono a fuggire a bordo di un ornitottero e fanno perdere le loro tracce gettandosi in una tempesta di Coriolis.
Dati certamente per morti, il barone Harkonnen si convince senza ombra di dubbio della definitiva vittoria e procede con i suoi intrighi, animato da un'ambizione che vorrebbe portare la famiglia Harkonnen addirittura al trono imperiale. Come primo passo, affida il governo di Arrakis al nipote Rabban ordinandogli di spremere da Arrakis tutto il profitto possibile, per ripagare la Casa dell'enorme prezzo pagato alla Gilda Spaziale per il trasporto delle truppe sul pianeta. In realtà, il barone desidera che la popolazione prenda ad odiare Rabban per poterlo poi sostituire con Feyd-Rautha, suo erede designato. La crudeltà del cugino permetterà al secondo e ben più promettente nipote di presentarsi alla gente di Arrakis come un salvatore, creandosi una base di consensi e potere su un pianeta tanto cruciale nella politica galattica e mettendolo in una buona posizione per un'ulteriore ascesa.
Intanto, sopravvissuti alla tempesta, Paul e Jessica atterrano in un punto sconosciuto del pianeta. Costretti ad abbandonare il velivolo, rimasto ormai danneggiato, iniziano un difficile viaggio a piedi attraverso il deserto. Sotto la pressione delle avversità e grazie all'esposizione alla spezia, cui è sottoposto fin dal suo arrivo su Arrakis, alcuni dei poteri di Paul, che adesso ha gli occhi luccicanti d'azzurro, cominciano a risvegliarsi, ed alcune vaghe visioni di possibili futuri si fanno strada nella sua mente. Grazie a ciò, Paul vede una possibile via per la restaurazione degli Atreides e la rivincita sui suoi nemici, a patto che riesca a sopravvivere al deserto ed a prendere contatto con i Fremen. Insieme a queste, però, egli vede altre e più inquietanti possibilità: immagini di eserciti fanatici inneggianti il suo nome, sguinzagliati per la galassia in un jihād che travolge un numero incalcolabile di vite.
Dopo un lungo cammino, Paul e Jessica incontrano una truppa di Fremen. Jessica ne disarma il capo Stilgar a mani nude grazie al suo addestramento Bene Gesserit; Stilgar, impressionato da questa tecnica, offre loro accoglienza presso il suo sietch, dove Paul incontra per la prima volta Chani, una ragazza Fremen che egli da tempo vedeva in alcuni sogni ricorrenti in una prima, limitata manifestazione dei suoi poteri di preveggenza.
Durante una sosta, Jessica e Stilgar hanno modo di discutere sulla situazione e sui loro rapporti; presso i Fremen il capo è per definizione il guerriero più forte, e sconfiggere il capo è il tipico modo per prendere il suo posto. Avendo dimostrato di essere più forte, Jessica potrebbe rappresentare una minaccia per la sua autorità, perciò, essendo una Bene Gesserit, Stilgar le propone di diventare la loro Sayyadina, una sacerdotessa Fremen, in modo che lei possa detenere un'autorità paragonabile a quella di Stilgar, ma senza conflitti. Inoltre la Reverenda Madre dei Fremen sta invecchiando e sarebbe un segno del destino se la madre del Lisan Al-Gaib giungesse giusto in tempo per prenderne il posto.
Prima di ripartire, uno dei Fremen, Jamis, offesosi per essere stato disarmato da Paul durante quel primo incontro, lo sfida a duello all'ultimo sangue col pretesto di verificare se egli sia davvero il Lisan Al-Gaib della profezia. Un confronto tra un combattente veterano e un ragazzo di quindici anni può sembrare impari, ma Paul ha dalla sua parte anni di addestramento da parte di due dei migliori spadaccini della galassia, Duncan Idaho e Gurney Halleck, e, per quanto riluttante ad uccidere, alla fine ha la meglio sul suo avversario, creandosi una fama nella tribù. Ancora scosso dalla sua prima uccisione, Paul è costretto a partecipare a una toccante cerimonia funebre, dove prende pienamente coscienza delle conseguenze delle sue azioni e ha il suo primo vero assaggio dell'asprezza della vita dei Fremen. Al culmine della cerimonia, il ragazzo non riesce a trattenere le lacrime, cosa che genera grande impressione fra i Fremen che, per risparmiare acqua, piangono assai raramente fin dalla più tenera età. L'atto di "donare l'acqua ai morti" assume per il gruppo un forte valore sacro che rafforza la convinzione di aver trovato in lui il messia. Paul viene quindi accettato definitivamente nella tribù col nome segreto di Usul, "la base del pilastro", e il nome pubblico di Paul Muad'Dib, dal nome di un piccolo topo canguro del deserto di Dune.
Giunti a Sietch Tabr, la comunità di provenienza della truppa, Paul, secondo le usanze Fremen, diviene capo della casa di Jamis, e assume responsabilità per la moglie Harah e i due figli, e viene a sapere che Liet Kynes è morto in un incidente palesemente organizzato dagli Harkonnen, e che Chani era sua figlia. Jessica riceve l'investitura ufficiale a Sayaddina e viene rapidamente convocata la Reverenda Madre per la cerimonia di successione. Jessica scopre però che anche la cerimonia Fremen, come quella delle Bene Gesserit, comporta il rito dell'Agonia della Spezia, cioè l'assunzione di essenza di spezia, un liquido prodotto dai giovani vermi delle sabbie quando vengono avvelenati con l'acqua. L'alta tossicità del liquido rende la prova immane per gli uomini, e la candidata può superarla solo padroneggiando le tecniche di controllo della mente sul corpo al punto da metabolizzare il veleno riducendolo a una forma innocua. L'intensità dell'esperienza causa nella candidata il risveglio delle memorie ancestrali delle sue antenate femmine, che da quel momento diventano disponibili a livello cosciente aggiungendosi alle profonde doti intellettive di una Reverenda Madre. Durante la trance della prova, una Reverenda Madre più anziana e prossima alla morte può inoltre passare la sua memoria a quella nuova, in modo da conservare le esperienze e le conoscenze accumulate in una lunga vita. Jessica possiede certamente il livello di addestramento necessario ad affrontare la prova e assumere il massimo rango delle Bene Gesserit e normalmente non esiterebbe, ma in questo momento lei è incinta da alcune settimane della figlia del duca Leto e l'Agonia della Spezia può rivelarsi estremamente pericolosa per il feto, non tanto per un potenziale aborto, quanto per il fatto che il processo di risveglio delle memorie precedenti coinvolgerebbe anche la bambina, che diventerebbe cosciente di sé pur essendo ancora solo un embrione di poche settimane; questo la renderebbe una "prenata", nata già con facoltà mentali adulte, e neanche la prima nella storia: le cronache Bene Gesserit riportano infatti vari casi del genere, ma in tutti i casi, il piccolo, non avendo la forza di tenere a bada le personalità degli antenati, finisce per esserne sopraffatto e "posseduto" da un antenato particolarmente forte e malvagio, creando un'"abominazione"/"abominio". Nonostante il pericolo, tuttavia, Jessica non può sottrarsi alla prova, perché le circostanze non consentono rimandi, e di conseguenza la bambina subisce il trauma dell'Agonia della Spezia.

### Terza parte - Il profeta
Gli anni passano. Paul Muad'dib si adatta alla vita del deserto e diviene una figura rispettata presso i Fremen per il suo talento militare. Chani diventa la sua compagna (come concubina), e insieme hanno il piccolo Leto. Jessica nel frattempo mette al mondo la sua bambina, cui danno il nome di Alia, che, come previsto, mostra fin dalla più tenera età la caratteristica di prenata, inquietando la gente del sietch con discorsi e atteggiamenti da adulta. Paul e la madre addestrano alle tecniche di combattimento Bene Gesserit i membri del Sietch Tabr e molti altri giovani che cercano in Paul una guida spirituale; questi uomini diventeranno poi i Fedaykin, una truppa scelta di guerrieri fanaticamente devoti a Muad'dib, ancora in lotta con le sue visioni per liberarsi dal destino di jihad e morte che scorge nelle sue visioni.
Per poter essere totalmente accettato dal suo nuovo popolo, Paul deve tuttavia sottoporsi al rito di passaggio con cui i giovani Fremen diventano adulti: imparare a cavalcare il verme delle sabbie. Mentre tutti trovano i vermi estremamente pericolosi e li evitano ad ogni costo, i Fremen hanno segretamente sviluppato una tecnica che consente loro di usare queste creature come mezzo di trasporto. I Fremen considerano i vermi manifestazioni del dio Shai'Hulud, ed hanno rivestito di una valenza sacra l'atto di cavalcare il verme. Paul riesce nell'impresa, cavalcando un verme gigantesco lungo più di tre chilometri, e diventando quindi un Fremen a tutti gli effetti. Durante il viaggio di ritorno, lui e i suoi Fedaykin si imbattono in un gruppo di contrabbandieri in cerca di spezia e, con una trappola, riescono a catturarli. Alla loro guida, Paul ritrova Gurney Halleck, che non aveva voluto abbandonare il pianeta dopo la sconfitta subita anni prima. Gurney riafferma la sua fedeltà a Paul e si unisce a lui insieme ai suoi uomini, ma lo avverte che fra di essi ci sono alcuni nuovi che secondo lui potrebbero essere spie. Durante una sosta, i suoi sospetti trovano conferma quando quegli uomini si rivelano spie Sardaukar e assalgono i Fremen, ma tutti i Sardaukar vengono uccisi nello scontro, tranne il loro comandante che Paul decide di liberare perché riveli all'imperatore che Paul Atreides è ancora vivo.
Al ritorno a casa, Paul deve affrontare un altro problema: tutti ora si aspettano che sfidi l'amico Stilgar a duello mortale per il comando di Sietch Tabr, secondo la tradizione. Stilgar non intende sottrarsi a questo scontro, e lo accetta come inevitabile pur sapendo che gli costerà la vita. Ma Paul usa l'autorità di cui gode per rompere la tradizione e si proclama duca di Arrakis, assumendo il potere senza uccidere l'amico, che anzi riconferma capo del sietch e suo braccio destro. Acclamato da tutti i Fremen, decide quindi di incrementare le ostilità con gli Harkonnen, passando da una guerriglia passiva in incognito ad un'attiva guerriglia. Il barone Vladimir, intanto, ha deciso che i tempi sono maturi per portare Rabban alla rovina per potergli sostituire Feyd-Rautha, e richiede al nipote quote di produzione irraggiungibili, negandogli al contempo nuove truppe che dovrebbero aiutarlo a debellare eventuali ribellioni. Paul e i suoi Fremen ne approfittano per mettere in crisi gli Harkonnen, riuscendo ad interrompere quasi totalmente le esportazioni di spezia. Ciò costringe l'imperatore Shaddam IV ad intervenire personalmente, decidendo di partire per Arrakis con il suo esercito Sardaukar e le truppe di leva di tutte le Case Maggiori, determinato a cancellare la minaccia Fremen-Atreides ad ogni costo.
Nonostante i suoi successi, Paul si sente però ancora frustrato dal fatto di non poter controllare i poteri di preveggenza e non riuscire ancora a vedere molte parti del futuro. Sentendosi intrappolato in un destino che continua a guidarlo verso la jihad delle sue visioni e che appare ineluttabile, decide dunque di intraprendere un pericoloso passo: assumere dell'essenza di spezia e sottoporsi alla cerimonia delle Reverende Madri, cosa a cui nessun uomo era mai riuscito a sopravvivere prima. Paul sopravvive, ma cade in un coma profondo quasi indistinguibile dalla morte e, non avendo detto a nessuno di ciò che stava per fare, molti lo considerano davvero tale. Persino Jessica, dopo aver usato invano tutte le sue conoscenze per risvegliarlo, comincia a dubitare. Solo i Fedaykin rimangono convinti che si tratti di una trance religiosa volta a raccogliere le forze necessarie alle successive battaglie. Oramai disperata, Jessica fa tornare Chani dal deserto meridionale, dove buona parte della popolazione Fremen vive e lavora al sicuro dalla guerra. Chani capisce la causa dello stato di Paul e lo sveglia usando dell'altra essenza di spezia, stavolta modificata da Jessica con i suoi poteri di Reverenda Madre. Paul riemerge così dal coma con rinnovati poteri di preveggenza e con la certezza di essere il Kwisatz Haderach, "colui che può essere in molti posti contemporaneamente". Il potere di vedere il futuro però porta un terribile prezzo: la rassegnazione all'inevitabilità del futuro stesso, dove Paul diverrà un dio e i suoi adoratori porteranno la guerra santa attraverso la galassia.
Mentre Paul era in coma, l'imperatore è sbarcato su Arrakis con i Sardaukar e gli Harkonnen, fortificandosi nello spazioporto di Arrakeen, la capitale del pianeta, mentre le altre Case Maggiori vengono tenute in orbita dalla Gilda, pronte ad intervenire. Ormai l'imperatore è a conoscenza della vera identità di Muad'dib, perché poco prima del suo arrivo ha inviato una grossa unità di Sardaukar in uno dei rifugi Fremen nel profondo deserto. Tali rifugi contengono solo bambini, donne e vecchi Fremen, ma bastano comunque a dare filo da torcere agli aggressori, che riescono a malapena a sfuggire con tre prigionieri, fra i quali Alia.
Il piano di battaglia di Muad'dib prevede di sfruttare l'arrivo di una tempesta di Coriolis su Arrakeen. Usando le testate atomiche tattiche della famiglia Atreides, i Fremen aprono una breccia nel Muro Scudo, la catena montuosa che circonda la città e la protegge dal deserto. Attraverso la breccia, la tempesta penetra nel bacino in prossimità dello spazioporto e i venti saturi di sabbia ed elettricità statica mandano in corto circuito gli scudi energetici delle truppe imperiali. Irrompono quindi nella pianura decine di vermi carichi di Fremen, e i Sardaukar vengono sbaragliati. Nella confusione dell'attacco, Alia riesce a fuggire e uccide il barone Harkonnen. Purtroppo, il piccolo Leto, figlio di Paul e Chani, resta ucciso negli scontri. L'imperatore è costretto alla resa, ma le forze di tutte le altre Case sono ancora in orbita pronte a calare sul pianeta. Paul allora minaccia la Gilda di distruggere l'ecosistema di Dune, e con essa ogni futura produzione di spezia, se le truppe non faranno ritorno ai propri pianeti. La Gilda obbedisce e volta le spalle all'imperatore, e questi tenta inizialmente di salvarsi ordinando a Thufir Hawat di uccidere Paul a tradimento con un ago avvelenato, ma questi preferisce uccidere sé stesso; l'Imperatore appoggia quindi la richiesta di Feyd-Rautha di risolvere l'antica faida fra Atreides e Harkonnen con un duello. Feyd-Rautha è un combattente abile e senza scrupoli, ma Paul accetta e dopo un difficile combattimento riesce a sconfiggerlo. Solo allora, Shaddam IV, battuto e senza più risorse, abdica e accetta il suo esilio su Salusa Secundus, pianeta madre originale della Casa Corrino. Paul sposa la figlia maggiore dell'ex-imperatore, Irulan, per rispettare le forme di fronte al consiglio delle Case Maggiori; si tratta però solo di un matrimonio di convenienza, poiché il suo amore appartiene completamente a Chani.
Così, Paul Muad'dib diventa il nuovo imperatore della Galassia e trasferisce la capitale su Arrakis, mentre i Fremen stanno già trasformando il suo nome in una nuova religione, pronti a diffonderla in tutto l'universo conosciuto.

## Personaggi
Casa Atreides 

Atréides (Falco rosso in campo verde).

- Duca Leto Atreides, capo della Casa Atreides
- Lady Jessica, Bene Gesserit e concubina del duca, madre di Paul e Alia
- Paul Atreides, figlio ed erede del duca Leto
- Alia Atreides, sorella minore di Paul
- Thufir Hawat, mentat e capo della sicurezza della Casa Atreides
- Gurney Halleck, guerriero e menestrello
- Duncan Idaho, maestro di spada degli Atreides
- Dott. Wellington Yueh, medico Suk

 Casa Harkonnen 

Harkonnen (Grifone Blu).

- Barone Vladimir Harkonnen, capo della Casa Harkonnen
- Piter de Vries, mentat deviato
- Feyd-Rautha, nipote prediletto del barone e suo erede designato
- Glossu Rabban la Bestia, nipote del barone e governatore di Arrakis durante la dominazione Harkonnen
- Iakin Nefud, capitano della guardia personale del barone

 Casa Corrino 

Corrino (Leone d'oro).

- Shaddam IV, Imperatore Padishah dell'universo conosciuto
- Irulan, figlia maggiore dell'imperatore e storiografa
- Conte Hasimir Fenring, eunuco genetico, migliore amico e consigliere dell'imperatore (non di sangue Corrino)

 Bene Gesserit 
- Gaius Helen Mohiam, Reverenda Madre Bene Gesserit e veridica dell'imperatore Shaddam IV
- Lady Margot Fenring, adepta Bene Gesserit e moglie del conte Hasimir Fenring
- Wanna Marcus, adepta Bene Gesserit, moglie del dottor Wellington Yueh

 Fremen 
I Fremen sono abitanti nativi di Arrakis, caratterizzati dagli occhi azzurri
- Stilgar, Naib dei Fremen (capo di un sietch)
- Chani, figlia di Liet Kynes, amata concubina di Paul e nipote di Stilgar
- Liet-Kynes, planetologo imperiale di Arrakis, padre di Chani e figura venerata dai Fremen
- Shadout Mapes, governante principale della residenza ducale Arrakeen su Arrakis
- Jamis, guerriero Fremen ucciso da Paul durante un duello rituale
- Harah, moglie di Jamis e successivamente servitrice di Paul
- Ramallo, reverenda madre Fremen del sietch Tabr (località)

 Contrabbandieri 
- Esmar Tuek, importante contrabbandiere e padre di Staban Tuek
- Staban Tuek, figlio di Esmar Tuek e contrabbandiere che fa amicizia con Gurney Halleck e la sua truppa

## Citazioni
Di questo libro hanno detto:
- «Il puro piacere dell'invenzione e della narrazione ad altissimo livello» (Isaac Asimov).
- «Un mondo che nessuno ha ancora saputo ricreare con tale perfezione» (James Cameron).
- «Il meglio. Oltre ogni genere letterario e ogni epoca» (Stephen King).
- «Senza Dune, Guerre stellari non sarebbe mai esistito» (George Lucas).
- «Dune è parte integrante del mio universo fantastico» (Steven Spielberg).

## Edizioni
L'omografia della parola "dune" tra la versione inglese e quella italiana è risultata nel riferirsi al romanzo con il plurale italiano "dune", mentre l'originale inglese "dune" è singolare (la traduzione letterale del titolo originale è il singolare italiano "duna").
- (EN) Frank Herbert, Dune, Filadelfia e Nuova York, Chilton Books, 1965,  p. 412.
- (EN) Frank Herbert, Dune, Londra, Victor Gollancz, 1966,  p. 430.
- (DE) Frank Herbert, Der Wüstenplanet, traduzione di Wulf H. Bergner, Monaco, Wilhelm Heyne, 1967,  p. 319.
- (FR) Frank Herbert, Dune, traduzione di Michel Demuth, Parigi, Robert Laffont, 1972,  pp. 348.
- Frank Herbert, Dune, traduzione di Giampaolo Cossato, Cosmo Oro, n. 8, Milano, Editrice Nord, 1973,  p. 537.
- Frank Herbert, Dune, traduzione di Giampaolo Cossato e Sandro Sandrelli, Sperling Serial, Milano, Sperling & Kupfer, 1999,  p. 504, ISBN 88-86845-52-9.
- Frank Herbert, Il ciclo di Dune, Vol. 1, traduzione di Giampaolo Cossato e Sandro Sandrelli, Sperling Serial, Milano, Sperling & Kupfer, 2006,  p. 1056, ISBN 88-7339-128-1.
- Frank Herbert, Dune, traduzione di Giampaolo Cossato e Sandro Sandrelli, Milano, Fanucci Editore, 14 novembre 2019,  p. 633, ISBN 978-8834739679.
- Frank Herbert, Dune, Primo volume di Il ciclo di Dune, traduzione di Giampaolo Cossato e Sandro Sandrelli, Roma, Fanucci, 2012,  p. 720, ISBN 978-88-347-1845-2.
- Frank Herbert, Dune, traduzione di Giampaolo Cossato e Sandro Sandrelli, Roma, Fanucci, 14 novembre 2019,  p. 633, ISBN 978-88-347-3967-9.
- Frank Herbert, Dune, traduzione di Giampaolo Cossato e Sandro Sandrelli, Roma, Fanucci, 5 agosto 2021,  p. 636, ISBN 978-88-347-4194-8.